# Serie del Caribe 2024
La Serie del Caribe 2024 fue la edición número 66.ª del torneo de béisbol de clubes de la Serie del Caribe, un evento deportivo de béisbol profesional, que se disputó del 1 al 9 de febrero de 2024, en el estadio LoanDepot Park de la ciudad de Miami, en los Estados Unidos. Fue la primera vez desde la edición de 1991 que la Serie del Caribe se llevó a cabo fuera de Hispanoamérica, así como también la primera que se realizó en un estadio de las Grandes Ligas de Béisbol.
Esta serie reunió a los equipos de béisbol profesional campeones de los torneos de los países que integran la Confederación de Béisbol Profesional del Caribe: Venezuela, República Dominicana, Puerto Rico y México, más los representantes de Curazao, Panamá y Nicaragua en calidad de invitados.
En la Final del Clásico Caribeño, los Tiburones de La Guaira, representantes de Venezuela, se titularon campeones con registro estadístico de 7-1, al vencer con marcador de 3-0 a los Tigres del Licey, representantes de la República Dominicana; obteniendo de esta manera, su campeonato número uno (1) en sus cinco (5) participaciones históricas en Series del Caribe y al mismo tiempo el título número ocho (8) para Venezuela después de 15 años de espera.

## Estadio
Para los partidos oficiales de ronda preliminar, semifinales, tercer lugar y final, se utilizó el estadio LoanDepot Park, ubicado en Miami - Florida, al oeste del Downtown Miami, en la Pequeña Habana, en lo que antiguamente era el Orange Bowl. Actualmente es el estadio local de los Miami Marlins, equipo profesional de beisbol en las Grandes Ligas de Béisbol; contando con una capacidad para 36.742 espectadores y fue el primer estadio de las Grandes Ligas que albergó el torneo.
| Estados Unidos    |
| Florida           |
| (Miami)           |
| ----------------- |
| LoanDepot Park    |
| Capacidad: 36,742 |
|                   |

## Formato del torneo
En esta edición número 66 de la Serie del Caribe, se utilizó el formato de todos contra todos a una sola vuelta, en la cual los 7 equipos se enfrentaron una sola vez entre sí. Las 4 novenas que obtuvieron la mayor cantidad de victorias disputaron las semifinales (1° vs. 4° y 2° vs. 3°) en donde los perdedores jugaron el Partido por el Tercer Lugar y los ganadores disputaron la Gran Final para decidir el campeón del torneo.

## Equipos participantes
| País                 | Equipo                   | Liga/vía de clasificación                                                      |
| -------------------- | ------------------------ | ------------------------------------------------------------------------------ |
| Curazao              | Curaçao Suns             | Campeón de la Liga Profesional de Béisbol de Curazao (2023)                    |
| México               | Naranjeros de Hermosillo | Campeón de la Liga Mexicana del Pacífico (2023-24)                             |
| Nicaragua            | Gigantes de Rivas        | Campeón de la Liga de Béisbol Profesional Nacional de Nicaragua (2023-24)      |
| Panamá               | Federales de Chiriquí    | Campeón de la Liga Profesional de Béisbol de Panamá (2023-24)                  |
| Puerto Rico          | Criollos de Caguas       | Campeón de la Liga de Béisbol Profesional Roberto Clemente (2023-24)           |
| República Dominicana | Tigres del Licey         | Campeón de la Liga de Béisbol Profesional de la República Dominicana (2023-24) |
| Venezuela            | Tiburones de La Guaira   | Campeón de la Liga Venezolana de Béisbol Profesional (2023-24)                 |

## Ronda preliminar

### Posiciones
| Posición | Equipo                   | J | G | P | Ave. | VTJ  | CA | CP | DC  | R   | H-H |
| -------- | ------------------------ | - | - | - | ---- | ---- | -- | -- | --- | --- | --- |
| 1        | Tiburones de La Guaira   | 6 | 5 | 1 | .833 | 0.00 | 29 | 14 | +15 | G-3 | 1-0 |
| 2        | Federales de Chiriquí    | 6 | 5 | 1 | .833 | 0.00 | 33 | 22 | +11 | G-1 | 0-1 |
| 3        | Tigres del Licey         | 6 | 3 | 3 | .500 | 2.00 | 15 | 21 | -6  | P-1 | 2-0 |
| 4        | Curaçao Suns             | 6 | 3 | 3 | .500 | 2.00 | 19 | 21 | -2  | G-1 | 1-1 |
| 5        | Criollos de Caguas       | 6 | 3 | 3 | .500 | 2.00 | 22 | 20 | +2  | P-1 | 0-2 |
| 6        | Naranjeros de Hermosillo | 6 | 2 | 4 | .333 | 3.00 | 23 | 21 | +2  | G-1 | 0-0 |
| 7        | Gigantes de Rivas        | 6 | 0 | 6 | .000 | 5.00 | 14 | 36 | -22 | P-6 | 0-0 |

Glosario:
- J: Jugados
- G: Ganados
- P: Perdidos
- Ave: Promedio del Equipo
- VTJ: Ventaja
- CA: Carreras Anotadas
- CP: Carreras Permitidas
- DC: Diferencia de Carreras
- R: Racha
- H-H: Head-To-Head (Racha entre dos equipos específicos. Se usa como criterio de desempate)

#### Clasificación para la fase final
| - | Clasificados a las Semifinales |
| - | Equipos Eliminados             |

- Hora local UTC-5:00 (aplicado para Miami – Estados Unidos)

| Fecha        | Hora  | Visitante                | Resultado | Home Club                | Estadio        | Descansa                 |
| ------------ | ----- | ------------------------ | --------- | ------------------------ | -------------- | ------------------------ |
| 1 de febrero | 10:30 | Gigantes de Rivas        | 2-5       | Criollos de Caguas       | LoanDepot Park | Federales de Chiriquí    |
| 1 de febrero | 15:30 | Curaçao Suns             | 6-5       | Naranjeros de Hermosillo | LoanDepot Park | Federales de Chiriquí    |
| 1 de febrero | 20:30 | Tiburones de La Guaira   | 3-1       | Tigres del Licey         | LoanDepot Park | Federales de Chiriquí    |
| 2 de febrero | 10:30 | Federales de Chiriquí    | 7-3       | Curaçao Suns             | LoanDepot Park | Tiburones de La Guaira   |
| 2 de febrero | 15:30 | Tigres del Licey         | 5-4       | Gigantes de Rivas        | LoanDepot Park | Tiburones de La Guaira   |
| 2 de febrero | 20:30 | Criollos de Caguas       | 2-0       | Naranjeros de Hermosillo | LoanDepot Park | Tiburones de La Guaira   |
| 3 de febrero | 10:30 | Tiburones de La Guaira   | 4-2       | Curaçao Suns             | LoanDepot Park | Gigantes de Rivas        |
| 3 de febrero | 15:30 | Naranjeros de Hermosillo | 3-4       | Federales de Chiriquí    | LoanDepot Park | Gigantes de Rivas        |
| 3 de febrero | 20:30 | Tigres del Licey         | 5-2       | Criollos de Caguas       | LoanDepot Park | Gigantes de Rivas        |
| 4 de febrero | 10:30 | Federales de Chiriquí    | 6-3       | Gigantes de Rivas        | LoanDepot Park | Curaçao Suns             |
| 4 de febrero | 15:30 | Criollos de Caguas       | 6-2       | Tiburones de La Guaira   | LoanDepot Park | Curaçao Suns             |
| 4 de febrero | 20:30 | Naranjeros de Hermosillo | 9-1       | Tigres del Licey         | LoanDepot Park | Curaçao Suns             |
| 5 de febrero | 10:30 | Gigantes de Rivas        | 3-6       | Curaçao Suns             | LoanDepot Park | Tigres del Licey         |
| 5 de febrero | 15:30 | Tiburones de La Guaira   | 6-1       | Naranjeros de Hermosillo | LoanDepot Park | Tigres del Licey         |
| 5 de febrero | 20:30 | Criollos de Caguas       | 7-9       | Federales de Chiriquí    | LoanDepot Park | Tigres del Licey         |
| 6 de febrero | 10:30 | Naranjeros de Hermosillo | 5-2       | Gigantes de Rivas        | LoanDepot Park | Criollos de Caguas       |
| 6 de febrero | 15:30 | Curaçao Suns             | 0-2       | Tigres del Licey         | LoanDepot Park | Criollos de Caguas       |
| 6 de febrero | 20:30 | Federales de Chiriquí    | 4-5       | Tiburones de La Guaira   | LoanDepot Park | Criollos de Caguas       |
| 7 de febrero | 10:30 | Curaçao Suns             | 2-0       | Criollos de Caguas       | LoanDepot Park | Naranjeros de Hermosillo |
| 7 de febrero | 15:30 | Tigres del Licey         | 1-3       | Federales de Chiriquí    | LoanDepot Park | Naranjeros de Hermosillo |
| 7 de febrero | 20:30 | Gigantes de Rivas        | 0-9       | Tiburones de La Guaira   | LoanDepot Park | Naranjeros de Hermosillo |

## No hitter desde 1952
El encuentro entre Gigantes de Rivas, de Nicaragua y Tiburones de La Guaira, de Venezuela, finalizó con la victoria de estos últimos tras propinar un no hit no run, siendo el segundo juego de pelota, en la historia de la Serie del Caribe, en terminar con un marcador de este tipo desde la edición de 1952.

## Fase final
|  | Semifinales                   | Semifinales            |                               |   | Final | Final |
|  |                               |                        |                               |   |       |       |
|  | 8 de febrero - LoanDepot Park |                        |                               |   |       |       |
|  |                               |                        |                               |   |       |       |
|  | Tigres del Licey              | 4                      |                               |   |       |       |
|  | Tigres del Licey              | 4                      | 9 de febrero - LoanDepot Park |   |       |       |
|  | Federales de Chiriquí         | 1                      |                               |   |       |       |
|  | Federales de Chiriquí         | 1                      | Tigres del Licey              | 0 |       |       |
|  | 8 de febrero - LoanDepot Park |                        | Tigres del Licey              | 0 |       |       |
|  |                               | Tiburones de La Guaira | 3                             |   |       |       |
|  | Curaçao Suns                  | Tiburones de La Guaira | 3                             | 2 |       |       |
|  | Curaçao Suns                  |                        |                               | 2 |       |       |
|  | Tiburones de La Guaira        | 6                      |                               |   |       |       |
|  | Tiburones de La Guaira        | 6                      | Tercer lugar                  |   |       |       |
|  |                               |                        |                               |   |       |       |
|  | 9 de febrero - LoanDepot Park |                        |                               |   |       |       |
|  |                               |                        |                               |   |       |       |
|  | Curaçao Suns                  | 4                      |                               |   |       |       |
|  | Curaçao Suns                  | 4                      |                               |   |       |       |
|  | Federales de Chiriquí         | 5                      |                               |   |       |       |

### Semifinales
| Fecha        | Hora  | Visitante        | Resultado | Home Club              | Estadio        |
| ------------ | ----- | ---------------- | --------- | ---------------------- | -------------- |
| 8 de febrero | 15:00 | Tigres del Licey | 4-1       | Federales de Chiriquí  | LoanDepot Park |
| 8 de febrero | 20:00 | Curaçao Suns     | 2-6       | Tiburones de La Guaira | LoanDepot Park |

### Tercer lugar
| Fecha        | Hora  | Visitante    | Resultado | Home Club             | Estadio        |
| ------------ | ----- | ------------ | --------- | --------------------- | -------------- |
| 9 de febrero | 15:00 | Curaçao Suns | 4-5       | Federales de Chiriquí | LoanDepot Park |

### Final
| Fecha        | Hora  | Visitante        | Resultado | Home Club              | Estadio        |
| ------------ | ----- | ---------------- | --------- | ---------------------- | -------------- |
| 9 de febrero | 20:00 | Tigres del Licey | 0-3       | Tiburones de La Guaira | LoanDepot Park |

## Campeón
| Bandera de Venezuela              |
| Tiburones de La Guaira 1º. título |
|                                   |